# Mont Ashigara
Le mont Ashigara (足柄山), aussi connu sous le nom de mont Kintoki (金時山), est le sommet le plus septentrional de la caldeira de Hakone, à la limite des préfectures de Kanagawa et Shizuoka, dans le parc national de Fuji-Hakone-Izu, au Japon. Ashigara n'est pas un vestige de l'effondrement de l'ancien volcan Hakone lui-même mais plutôt un cône parasite croissant sur ses flancs.
Le mont Ashigara est le berceau légendaire du Kintarō.

## Toponymie
Le kanji du nom de la montagne signifie « étape, processus » mais la forme écrite est ateji, ce qui signifie que le kanji a été appliqué phonétiquement et non pour refléter une représentation symbolique des caractéristiques ou de l'histoire de la montagne. Dans les vieilles chansons, il est épelé phonétiquement 阿之賀利 (asigari) ou 安思我良 (asigara). Le nom provient de l'aïnou áskar-i (« endroit pur ») [aʃkaɾi], forme locative de áskan-ne (« propre, pur »).